# Volo United Airlines 266
Il volo United Airlines 266 era un volo di linea della United Airlines operato da un Boeing 727 tra l'aeroporto internazionale di Los Angeles e l'aeroporto internazionale Generale Mitchell. Il 18 gennaio 1969, quattro minuti dopo il decollo da Los Angeles, l'aereo precipitò nell'oceano a causa di un guasto elettrico provocando la morte di tutti gli occupanti del velivolo.

## L'aereo e l'equipaggio
Il velivolo coinvolto nell'incidente era un trimotore a reazione Boeing 727-22C con numero di registrazione N7434U e S/N 19891 motorizzato da tre Pratt & Whitney JT8D ricevuto dalla United Airlines nel settembre 1968. Al momento dell'incidente aveva accumulato appena 1037 ore di volo.
L'equipaggio era composto dal comandante Leonard A. Leverson (49 anni con 13.665 ore di volo di cui 1.908 sul 727), dal primo ufficiale Walter R. Schlemmer (33 anni con 6.642 ore di volo) e dal secondo ufficiale Keith R. Ostrander (29 anni con 174 ore di volo).

## L'incidente
Il volo 266 era stato originariamente programmato per partire alle 17:55 ma subì un ritardo a causa di problemi legati alle condizioni meteorologiche e alle procedure di imbarco. I piloti vennero inoltre informati che uno dei tre generatori di corrente in cabina non era funzionante ma dato che la situazione rispettava comunque le procedure della compagnia l'equipaggio poté proseguire con le operazioni. Il Boeing decollò dall'Aeroporto di Los Angeles alle 18:17 ma dopo appena un minuto e mezzo risuonò in cabina di pilotaggio l'allarme di incendio al motore numero 1. L'equipaggio decise quindi di spegnere il motore e contattarono la torre di controllo per esprimere l'intenzione di tornare a Los Angeles. Questa fu l'ultima comunicazione radio che avvenne tra il velivolo e la torre di controllo; malgrado i numerosi tentativi di mettersi in contatto con il Boeing, i controllori non ricevettero alcuna risposta. Alle 18:21 il velivolo scomparve degli schermi radar ad una distanza di 11 miglia ovest dall'aeroporto, mentre sorvolava l'oceano.

## Le indagini
Per accertare le cause dell'incidente venne disposta un'inchiesta affidata alla NTSB. L'analisi delle scatole nere risultò difficoltosa, poiché dopo lo spegnimento del motore N.1 le registrazioni si interruppero per poi riprendere 9 secondi prima dello schianto, creando un vuoto di ben tre minuti.
Dall'analisi del relitto emerse che sul motore N.1 non c'erano segni di incendio, suggerendo agli inquirenti che l'allarme suonato in cabina subito dopo il decollo fosse intervenuto probabilmente a causa di un guasto al sensore di temperatura installato nel gruppo motore. I motori 2 e 3 invece erano in funzione a potenza elevata.
Il generatore del motore numero 3 era fuori uso dal 15 gennaio; dai controlli emerse una lunga lista di interventi effettuati all'impianto elettrico del velivolo. In particolare il 13 gennaio il pannello di controllo del generatore numero 3 venne sostituito. La sostituzione non portò alla risoluzione del problema e il personale della manutenzione disattivò il generatore applicando anche delle etichette in cabina per segnalare l'avaria. Dalle registrazioni emerse che l'equipaggio era a conoscenza del guasto prima del decollo.
Il controllore del traffico aereo riportò che pochi secondi dopo aver perso il contatto radio con l'equipaggio il transponder del velivolo smise di trasmettere il segnale al radar. Si può quindi presupporre che anche il generatore numero 2 in quel momento abbia smesso di funzionare. L'inchiesta ipotizzò che il blackout fosse stato causato da un sovraccarico al generatore numero 2 (l'unico generatore funzionante rimasto su tre, dato che anche il generatore numero 1 aveva smesso di funzionare dopo lo spegnimento del relativo motore). Risulta inoltre che l'equipaggio non attivò mai il circuito elettrico di riserva per cause che rimasero ignote. Gli inquirenti rifletterono anche sulla remota possibilità nella quale il sistema ausiliario non fosse entrato in funzione a causa di un problema al sistema di caricamento della batteria; questo avvenimento poteva aver provocato la disconnessione del generatore numero 2.
Risultano inoltre ignoti i motivi per i quali il sistema elettrico abbia ricominciato a funzionare nove secondi prima dello schianto.
Dopo vari test è stato accertato che anche in presenza di guasto al sistema elettrico i comandi di volo sarebbero risultati pienamente operativi.
La causa dell'incidente venne quindi identificata nella perdita da parte dei piloti dell'orientamento e della loro posizione in volo, complice l'assenza di luce dovuta all'orario notturno del volo; senza gli strumenti primari di navigazione l'equipaggio non ebbe a disposizione sufficienti riferimenti per condurre il volo in sicurezza.

### Conseguenze
L'incidente ebbe pesanti conseguenze nella futura progettazione negli impianti elettrici. Furono emanate 4 direttive FAA e 2 raccomandazioni di sicurezza dell'NTSB e inoltre vennero modificate le procedure di emergenza in caso di perdita di tutti i generatori per limitare le possibilità di rimanere senza alcuna alimentazione.